# Zeev Rechter

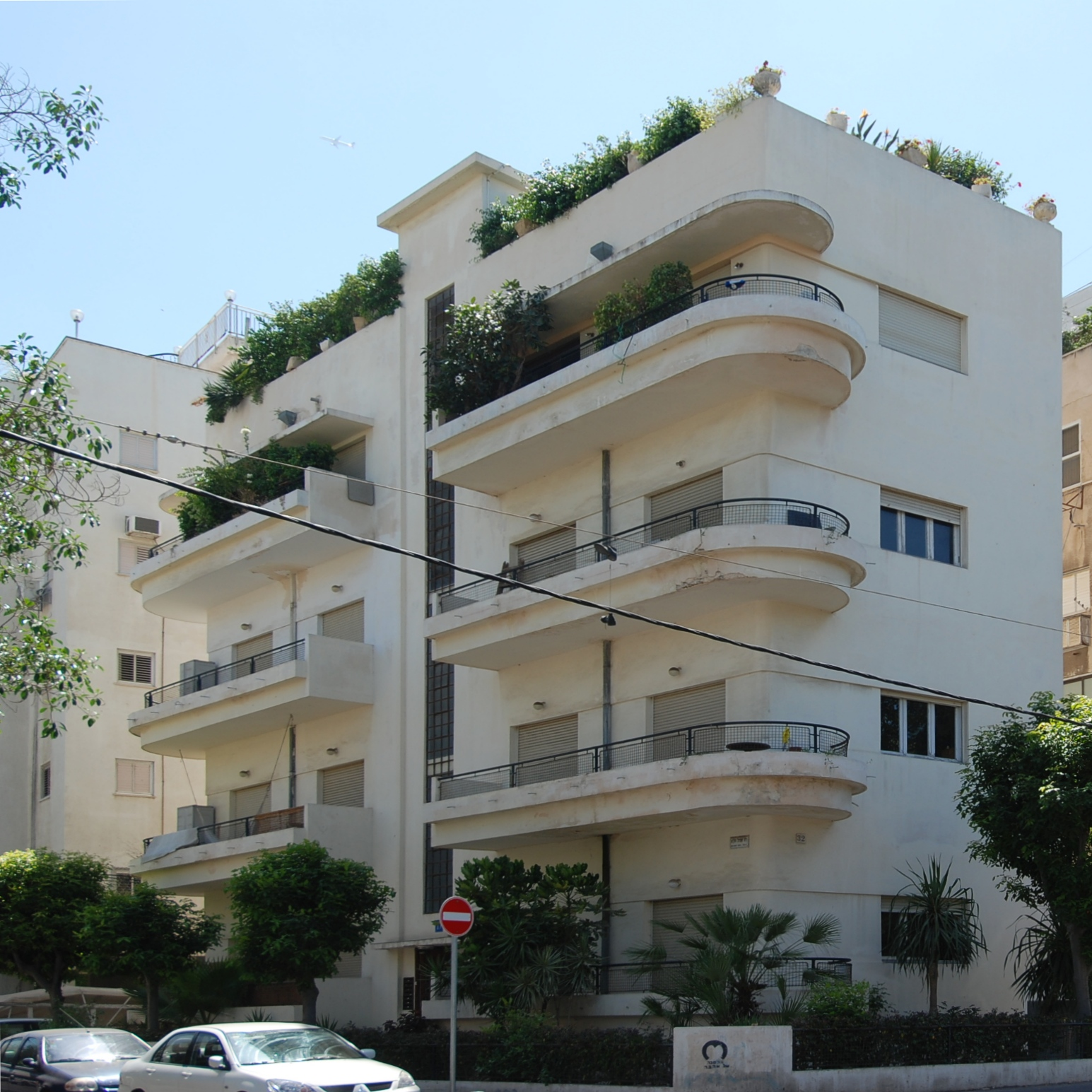
Casa Rieger (1934), Ciudad blanca de Tel Aviv

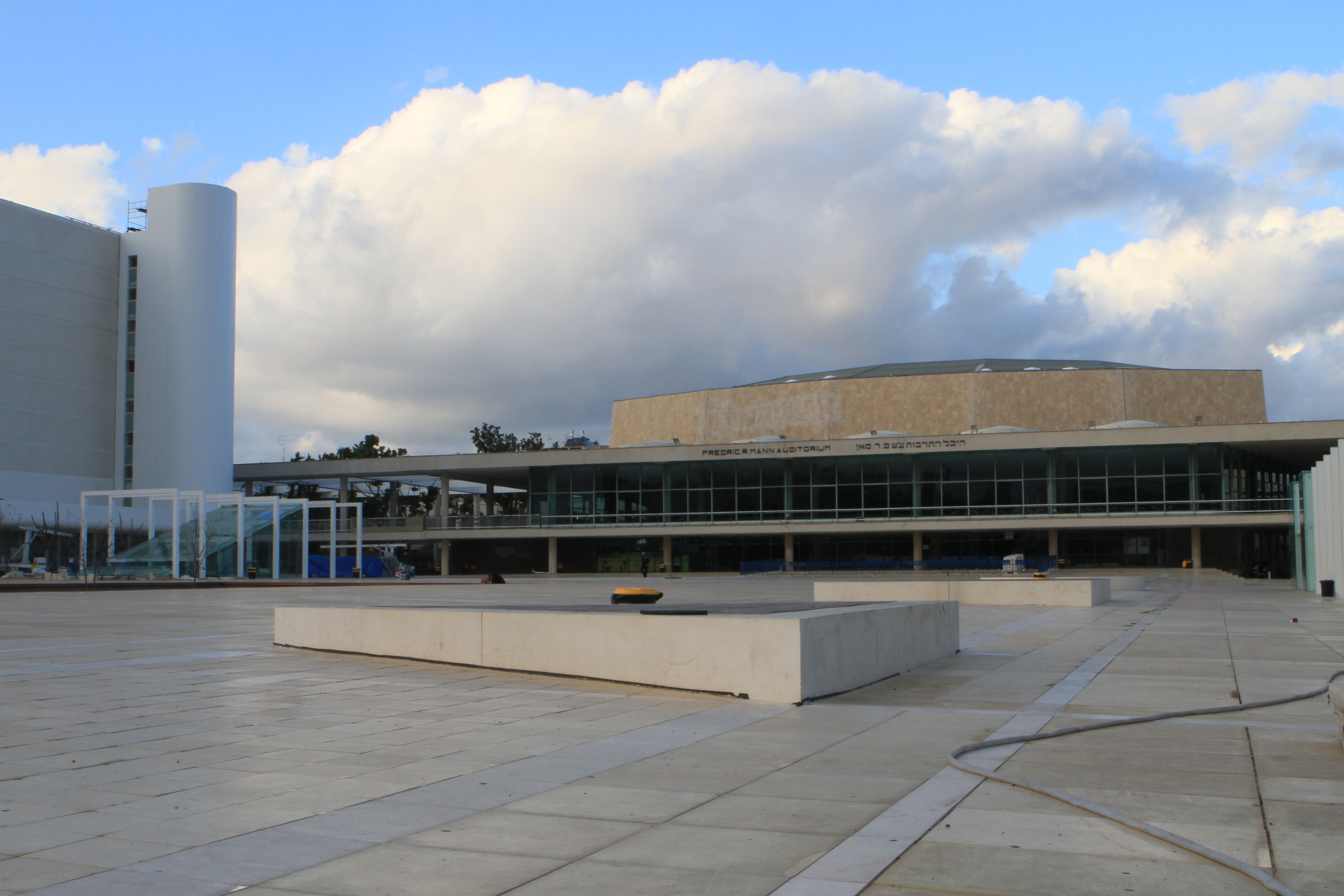
Auditorio Mann (1957), de Zeev Rechter, Yaacov Rechter y Dov Karmi, Tel Aviv

Zeev Rechter (en ruso: Зеев Рехтер; en hebreo: זאב רכטר‎) (Kovalivka, Ucrania, 12 de abril de 1899-Tel Aviv, Israel, 18 de diciembre de 1960) fue un arquitecto racionalista israelí de origen ucraniano. 

## Trayectoria
Nacido en 1899 en Ucrania, en aquel entonces bajo dominio del Imperio ruso, inició sus estudios en el Instituto Tecnológico de Nicolaiev pero, tras la Revolución de Octubre, emigró a Palestina (1919). En 1924 construyó una casa en Tel Aviv todavía en estilo neoclásico. Entre 1926 y 1927 estudió ingeniería en Roma. A su regreso realizó su primera obra de estilo moderno, la casa de la poetisa Esther Raav en Tel Aviv. Entre 1929 y 1932 residió en París, donde amplió sus estudios en la École des Ponts et Chaussées y recibió la influencia de Le Corbusier, el gran maestro del racionalismo europeo. Aquí edificó la casa-taller de la escultora Chana Orloff.
De regreso a su país en 1932, fundó con otros arquitectos vanguardistas como Arieh Sharon y Joseph Neufeld el Círculo de Arquitectos, que promovió la arquitectura funcionalista en Palestina. En 1933 construyó en Tel Aviv la casa Ángel, la primera en el país sostenida por pilotis, lo que unido a sus paredes blancas, sus ventanas horizontales y su tejado-terraza marcaría las construcciones de esa época. Realizó a continuación diversas casas y edificios de viviendas, cada vez con una mayor tendencia a la austeridad y el minimalismo.
Durante la Segunda Guerra Mundial, debido a la escasez de encargos, se dedicó especialmente a pequeñas construcciones en kibbutz, como el comedor del kibbutz Nir-David y la casa de convalecencia de Ma'ale HaHamisha.
Tras la contienda volvió a recibir encargos de envergadura, como el hospital Meir en Kfar Saba (19147-1953), el hospital Kaplan en Rehovot (1947-1953) y el Binianei Ha'ouma o Casa de la Nación en Jerusalén (1950-1960). Con Dov Karmi proyectó el Auditorio Mann o Palacio de la Cultura en Tel Aviv (1951-1957), cuya plaza anexa, conocida como jardín de Jacob, fue planificada por su hijo Yaacov Rechter.